# Maghreb Association Sportive de Fès
El Maghreb Association Sportive de Fès o Maghreb Fès (àrab: المغرب الفاسي, al-Maḡrib al-Fāsī) és un club de futbol marroquí de la ciutat de Fes.

## Història
El club va ser fundat el 1946. Fou el primer equip del Marroc en arribar als 32ns de final de la Coupe de France el 1954 contra el Red Star.

## Palmarès
- Lliga marroquina de futbol:[1]
  - 1965, 1979, 1983, 1985
- Copa marroquina de futbol:[2]
  - 1980, 1988, 2011
- Segona divisió marroquina de futbol:
  - 1997, 2006

## Jugadors destacats
- Mohamed Ziat
- Ismael Goumghar
- Hamid Hazzaz
- Tarik Sektioui
- Ahmed Bahja
- Mohcine Bensouda
- Khalid Fouhami
- Abdessalam Bounou
- Mohammed Amine El Bourkadi
- Hamid Lahbabi
- lhoussine Igzim
- Abdessalam Benjelloun
- Redouane Guezzar
- Mustapha Bidodane
- Mounir Bougdira
- Abdelkarim Kissi